# WDBホールディングス
WDBホールディングス株式会社（英: WDB HOLDINGS CO.,LTD.）は、「人材サービス事業」「CRO事業」「プラットフォーム事業」「その他事業」の4つの事業を展開しているWDBグループの持株会社。

## 概要
創業者で現社長の中野敏光が、1985年（昭和60年）に兵庫県姫路市で創業した株式会社ワークデーターバンクを前身とし、グループの持株会社としてグループ会社の経営管理を担っている。
2002年（平成14年）に株式会社ワークデーターバンクからWDB株式会社に社名変更し、2006年（平成18年）にはジャスダックに上場した（2008年（平成20年）5月、東京証券取引所市場第二部上場に伴いジャスダック上場廃止）。2008年（平成20年）5月に東京証券取引所市場第二部に上場、その後2013年（平成25年）12月13日に東京証券取引所市場第一部に指定、2022年（令和4年）に東京証券取引所プライム市場へ移行した。
2011年（平成23年）11月に持株会社制に移行。これに伴い、旧WDB株式会社はWDBホールディングス株式会社に社名変更し、旧WDB株式会社が行っていた人材サービス業は、新設分割によって設立した新WDB株式会社に承継されている。
現在は、理学系研究職派遣を中心に、登録型派遣と常用型派遣、人材紹介を行っている「人材サービス事業」、医薬品・医薬部外品等の基礎研究における実験業務と臨床研究以降の開発業務を代行・支援している「CRO（受託臨床試験機関）事業」、あらゆる分野で利用者のニーズに応える新たなインターネットサービスを創り出す「プラットフォーム事業」、全国の企業・研究者とのネットワークを活かしたM&A・事業再生支援、データ入力処理・清掃業務等を通じた障害者雇用促進などの「その他事業」の4つの事業を通じて、業界の既成概念にとらわれず、新しいスタンダードを創るために取り組んでいる。

## コーポレートロゴおよびコーポレートメッセージ
2019年（平成31年）4月、事業の変革を行っていく中で、WDBグループならではの先進性や挑戦心、これまでの歩みの中で培いこれからも礎となる企業精神をデザインと言葉として表現するべく、コーポレートロゴとコーポレートメッセージをリニューアルした。新コーポレートメッセージは「応える、超える。」。お客様に対して常に全力で向き合い、様々な要望にとことん応え、体と頭に汗をかきながら期待を超えていく。WDBにおいて決してブレてはいけない姿勢を表現したコーポレートメッセージである。

## 沿革
- 1985年（昭和60年）7月 - 兵庫県姫路市本町68番地に、資本金100万円にて株式会社ワークデーターバンク（現・WDBホールディングスの前身）設立。姫路初の事務処理サービスを開始
- 1986年（昭和61年）7月 - 労働者派遣法施行
- 1987年（昭和62年）6月 - 資本金800万円に増資
- 1989年（平成元年）12月 - 資本金1,000万円に増資
- 1990年（平成2年）
  - 5月 - 資本金1,500万円に増資
  - 9月 - 本社を兵庫県姫路市南畝町2-1　損保ジャパン姫路ビル（現・ファース姫路ビル）に移転
- 1991年（平成3年）4月 - 人材紹介（経営管理者）事業に進出
- 1992年（平成4年）6月 - 資本金2,000万円に増資
- 1993年（平成5年）6月 - 資本金4,000万円に増資
- 1996年（平成8年）7月 - 資本金8,000万円に増資
- 1999年（平成11年）12月 - タスクマネジメント株式会社（2010年に解散）設立
- 2001年（平成13年）
  - 2月 - 株式会社テディス（WDBテディス株式会社に社名変更）設立
  - 9月 - プライバシーマーク取得
  - 10月 - ISO9001の認証取得（2016年2月返上）
  - 12月 - 研究ネットワーク株式会社（WDBシステムズ株式会社に社名変更）設立
- 2002年（平成14年）
  - 4月 - 上海駐在員事務所開設
  - 11月 - 株式会社ワークデーターバンクからWDB株式会社へ社名変更。エンバリュー株式会社（2007年に解散）設立
- 2003年（平成15年）
  - 9月 - 株式会社ヒューマンウェスト岡山支店、広島支店、高松支店、徳島支店の営業権譲受
  - 10月 - 株式交換によりタスクマネジメント株式会社を完全子会社化。資本金1億円に増資。上海沃徳博人力資源有限公司と業務提携
- 2004年（平成16年）
  - 1月 - WDBエウレカ株式会社（現・WDB株式会社エウレカ社）設立。本社を東京都千代田区大手町2-6-2　日本ビルへ移転。グループ本部を兵庫県姫路市南駅前町100 姫路パラシオ2ビルに設置
  - 4月 - セカンドステージセンター（理系の転職株式会社に社名変更、2017年に解散）開設
  - 10月 - 資本金2億円に増資。まだまだ現役株式会社（理系の転職株式会社に社名変更後、2017年に解散）設立
- 2005年（平成17年）
  - 3月 - 株式取得により株式会社ゲノミックブレーンを完全子会社化
  - 5月 - 理系人株式会社設立。WDB研究分析株式会社設立。WDBドクター・ファーマシスト株式会社設立
  - 11月 - WDB神戸基盤研究所開設
- 2006年（平成18年）
  - 2月 - ISMSの認証取得（2016年9月返上）
  - 3月 - 資本金4億4百万円に増資。ジャスダック証券取引所に上場（2008年5月　東京証券取引所市場第二部上場に伴い上場廃止）。BS7799の認証取得（2007年4月　ISO27001に移行）
  - 5月 - 本社を東京都千代田区丸の内2-3-2　郵船ビルディングに移転。グループ本社を東京都千代田区大手町2-6-2　日本ビルに移転
- 2007年（平成19年）
  - 2月 - 上海駐在員事務所閉鎖
  - 7月 - 株式会社ゲノミックブレーン、WDB研究分析株式会社を吸収合併
  - 8月 - エンバリュー株式会社解散
- 2008年（平成20年）
  - 3月 - 東京証券取引所市場第二部に上場。資本金479,807,000円に増資
  - 10月 - 株式取得により株式会社キロテクノロジー研究所（WDB機能化学株式会社に社名変更）を完全子会社化
- 2009年（平成21年）
  - 2月 - 環境バイオ研究所開設
  - 9月 - グループ本社を東京都千代田区丸の内2-3-2 郵船ビルディングに移転
- 2010年（平成22年）
  - 4月 - WDBテディス株式会社、理系人株式会社及びWDBドクター・ファーマシスト株式会社を吸収合併。WDBメディカル株式会社設立。事業承継パートナーズ株式会社（現・WDB事業承継パートナーズ株式会社）設立
  - 6月 - 資本金8億円に増資
  - 9月 - タスクマネジメント株式会社解散
  - 10月 - 環境バイオ研究所を株式会社化、株式会社WDB環境バイオ研究所設立
- 2011年（平成23年）
  - 4月 - 株式取得により株式会社アイ・シー・オーを完全子会社化
  - 5月 - 東京中央研修所（現 WDBテクラボ東京）開設
  - 6月 - ポスドクスタイル株式会社（2016年に解散）設立。WDB独歩株式会社設立
  - 8月 - WDB Singapore Pte. Ltd.（2019年に解散）設立
  - 11月 - 持株会社制に移行のため、WDB株式会社からWDBホールディングス株式会社に社名変更。新設分割により資本金3億円でWDB株式会社を設立し、人材サービス事業をWDBホールディングス株式会社からWDB株式会社へ承継
- 2012年（平成24年）
  - 1月 - 本社ビルが兵庫県姫路市豊沢町79番地に完成、移転
  - 4月 - WDBユニバーシティ株式会社設立
  - 11月 - 株式会社アイ・シー・オーがWDBメディカル株式会社を吸収合併。WDBアイシーオー株式会社（現・WDBココ）へ社名変更
  - 12月 - WDB工学株式会社設立
- 2013年（平成25年）
  - 3月 - 株式取得により有限会社電助システムズ（WDB臨床研究株式会社に社名変更）を完全子会社化
  - 6月 - 資本金10億円に増資
  - 12月 - 東京証券取引所市場第一部に指定
- 2014年（平成26年）4月 - 株式取得により株式会社カケンジェネックスを完全子会社化
- 2015年（平成27年）
  - 5月 - WDB Silicon Valley, Inc.設立
  - 8月 - WDB Medical Data, Inc.設立
- 2016年（平成28年）
  - 2月 - WDB India Pvt. Ltd.（2022年に解散)設立
  - 4月 - WDBケミカルラボラトリー株式会社設立
  - 6月 - ポスドクスタイル株式会社解散
- 2017年（平成29年）
  - 2月 - ネゾット株式会社設立
  - 3月 - 株式取得によりOy Medfiles Ltd.を完全子会社化
  - 6月 - 株式取得により株式会社コーブリッジを完全子会社化。理系の転職株式会社解散
- 2018年（平成30年）
  - 4月 - WDB株式会社がWDBエウレカ株式会社を吸収合併 社内カンパニーとしてエウレカ社を新設
  - 8月 - 子会社であるWDB Medical Data, Inc.を通じて株式取得によりDZS Software Solutions（現 Medfiles USA）を完全子会社化
  - 12月 - 株式会社WDB環境バイオ研究所の全株式を譲渡。WDB機能化学株式会社解散
- 2019年（令和元年）
  - 6月 - WDBアイシーオー株式会社がWDBココ株式会社へ社名変更
  - 8月 - WDB株式会社がWDBシステムズ株式会社を吸収合併
  - 11月 - 電助システムズ株式会社がWDB臨床研究株式会社へ社名変更。WDB Silicon Valley,Inc. 解散。WDB Singapore Pte.Ltd. 解散
  - 12月 - WDBココが東京証券取引所マザーズに上場
- 2020年（令和2年）12月 - WDB株式会社がWDBユニバーシティ株式会社を吸収合併
- 2022年（令和4年）
  - 1月 - WDB株式会社がWDBケミカルラボラトリー株式会社を吸収合併
  - 2月 - 株式会社カケンジェネックスの全株式を譲渡
  - 4月 - 東京証券取引所プライム市場へ移行。WDBココが東京証券取引所グロース市場へ移行
- 2023年（令和5年）
  - 3月 - WDBココが株式取得によりWDB臨床研究株式会社を完全子会社化
  - 6月 - WDBココがWDB臨床研究株式会社を吸収合併
  - 11月 - ドコ1株式会社設立

## グループ会社及び事業内容

### 人材サービス事業
1996年に研究職の派遣が法律で認められて以来、 WDBは先駆者として市場を開拓してきた。現在では、理学系研究職派遣で働く3人に1人がWDBグループから就業している。 取引先は約1,600法人にのぼり、独立行政法人、国立大学等の公的研究機関から大手医薬品・食品メーカー等まで幅広い実績がある。これからも顧客満足度とスタッフ満足度の向上を両立させ、更なるシェアの拡大を目指す。
- WDB株式会社
  - エウレカ社（社内カンパニー）
- WDB工学株式会社

### CRO事業
医薬品・医薬部外品等の基礎研究における実験業務と、臨床試験以降における開発業務を代行・支援している。お客様と一緒に課題を解決するパートナーとして、CRO業界の常識を超え、新しい価値を創造し続ける存在を目指している。
- WDBココ株式会社（東証グロース市場　7079　上場企業）
- 株式会社コーブリッジ
- Oy Medfiles Ltd.

### プラットフォーム事業
スマートフォンの登場以降、誰もがインターネットを利用して、あらゆるモノ・情報・サービスを、人の手を介することなく獲得できる時代となった。いつでもどこでも端末さえあれば、あらゆる情報とつながることができる。こんな時代だからこそ、必要な人に最適なサービスを、最適な方法で届けたいと思いプラットフォーム事業を立ち上げた。
ネゾット株式会社が、WDBグループの事業領域における独自プラットフォームの立ち上げ・運営・管理を行っている。
「こんなに当たり前のサービスが、なぜ今までなかったのだろう」、そう思われるようなサービスを目指し、ネゾット株式会社は、テクノロジーを駆使して、WDBグループ全体が飛躍できる糧を創り続けている。
- サービス紹介

1. doconico（ドコニコ）は人材派遣サービスのプラットフォーム。派遣サービスの発注・手続き・管理をWebで完結。様々な労務手続き・書類のペーパーレス化や効率化はもちろん、派遣スタッフ情報の一元管理も可能。関係者間の情報共有もスムーズ対話型AI「ChatGPT」を活用したサービスの導入により利便性を一層強化し、多くの方にご満足いただけるサービスを提供している。
2. ドコ1（ドコワン）は人材派遣一元管理プラットフォーム。複数の派遣会社の発注・契約・勤怠・請求業務を一元管理できる派遣管理システム。迷わず直感的に操作できる画面設計で、誰でも簡単に利用可能。さらに、派遣先が人選に必要な情報を漏れなく入力できるため、一斉発注後のやり取りの手間が削減できる。
- ネゾット株式会社
- ドコ1株式会社

### その他事業
全国の企業・研究者とのネットワークを活かしたM&A、事業再生支援を展開している。また、データ入力処理、清掃業務を通じた障がい者雇用促進も行っている。
- WDB事業承継パートナーズ株式会社
- WDB独歩株式会社